# Celleporaria melanodermorpha
Celleporaria melanodermorpha är en mossdjursart som beskrevs av Liu 200. Celleporaria melanodermorpha ingår i släktet Celleporaria och familjen Lepraliellidae. Inga underarter finns listade i Catalogue of Life.